# 로나의 침묵
《로나의 침묵》(프랑스어: Le Silence de Lorna)는 2008년 개봉한 드라마 영화이다. 다르덴 형제가 감독과 각본을 맡았다. 2008 럭스상, 칸 영화제 각본상, 뤼미에르상 프랑스어 작품상 수상작이다.

## 출연

### 주연
- 아르타 도브로시
- 제레미 레니에
- 파브리지오 롱기온

### 조연
- 모간 마린느
- 올리비에 구르메
- 안톤 야코브레브
- 그리고리 마누코브
- 서지 라리비에레
- 앤 제라드

## 기타
- 라인프로듀서: 올리비에 브론카트
- 협력프로듀서: 크리스토프 토케
- 미술: 이고르 가브리엘